# フォーブス・セレブリティ100
フォーブス・セレブリティ100（Forbes Celebrity 100）は、フォーブス誌が毎年発表する、世界の著名人を年収額で順位付けしたランキング。収入額は税金や、マネジャー、弁護士、エージェントに対する報酬が引かれる前のものを使用。算出に当たっては、ニールセン、ポールスター、IMDB、サウンドスキャン、NPDブックスキャン、コムスコアがまとめた数字に加え、業界関係者や本人へのインタビューの内容を加味している。